# Erneville-aux-Bois
Erneville-aux-Bois är en kommun i departementet Meuse i regionen Grand Est (tidigare regionen Lorraine) i nordöstra Frankrike. Kommunen ligger i kantonen Commercy som tillhör arrondissementet Commercy. År 2022 hade Erneville-aux-Bois 146 invånare.

## Befolkningsutveckling
Antalet invånare i kommunen Erneville-aux-Bois
| Referens: INSEE |